# Фонд Чарльза Стюарта Мотта
Фонд Чарльза Стюарта Мотта (англ. Charles Stewart Mott Foundation) — це приватний фонд, заснований у 1926 році Чарльзом Стюартом Моттом у Флінті, штат Мічиган. Мотт був провідним промисловцем у Флінті, оскільки був співвласником компанії General Motors.
Фонд розподіляє кошти через чотири програми: Громадянське суспільство, Навколишнє середовище, Флінтська територія та Шляхи виходу з бідності, а також фінансує спеціальні дослідницькі проєкти. Він підтримує некомерційні програми по всій території Сполучених Штатів, а також, у обмеженому обсязі, на міжнародному рівні. У 2006 році фонд мав загальні активи на суму 2,6 мільярда доларів і надав 545 грантів на загальну суму 107,3 мільйона доларів. Деякі організації, які отримували фінансування від фонду, включають Університет Кеттерінга (розташований у місті, де штаб-квартира фонду), Public/Private Ventures, The Nature Conservancy, Університет Мічигану, Jobs for the Future, Afterschool Alliance, Kentucky Child Now, Флінтський інститут мистецтв і Focus: HOPE.
Фонд є членом Мережі європейських фондів для інноваційного співробітництва (NEF) та Європейського центру фондів.

## Історія

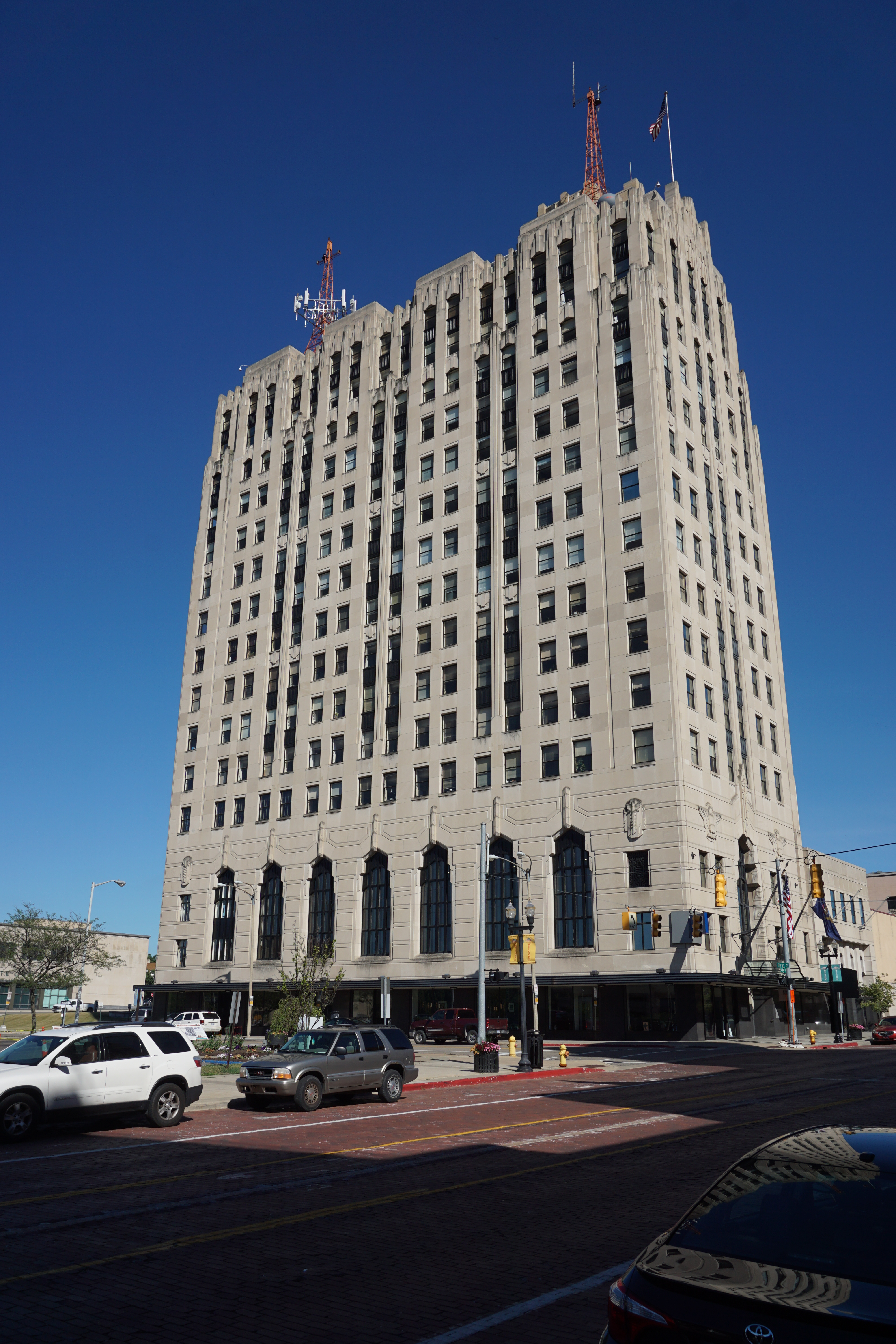
Будівля Фонду Чарльза Стюарта Мотта, колишня будівля Union Industrial Bank, у місті Флінт, штат Мічиган

У червні 1926 року Фонд Чарльза Стюарта Мотта був заснований Чарльзом Стюартом Моттом. Починаючи з 1928 року, фонд щорічно робив пожертви для Флінтського інституту мистецтв. Зі створенням Флінтського культурного центру у 1958 році цей щорічний внесок був перенаправлений до культурного центру.
У 1968 році система парків округу Дженесі, штат Мічиган, була започаткована з купівлі незайнятих земельних ділянок, профінансованої Фондом Чарльза Стюарта Мотта за умови створення комісії з парків.
Мотт передав акції компанії U.S. Sugar у власність фонду. У 1969 році, після прийняття закону, що обмежує обсяг акцій корпорації, які можуть бути у власності приватних сімейних фондів, фонд передав значну кількість акцій Центру охорони здоров'я дітей Мотта, благодійній медичній організації у Флінті, заснованій у 1939 році, щоб знизити володіння акціями до 35%.
У червні 2017 року, на 91-му році діяльності фонду, сума наданих грантів Фонду Мотта перевищла $1 мільярд.
У листопаді 2018 року генеральний директор Вільям Вайт оголосив про свою негайну відставку, його місце зайняв Ріджвей Вайт Вайт помер у жовтні 2019 року у віці 82 років..

## Діяльність в Україні
Фундація Мотта почала працювати в Україні з середини 1990-х рр. Спочатку головна увага приділялася розвитку потенціалу організацій (підтримки) громадянського суспільства, а згодом фонд зосередився і на роботі рівня громади, за допомогою якої громадяни роблять свій внесок у зміни шляхом колективних дій.
За період 2011-2018 років Фонд Чарльза Стюарта Мотта увійшов до трійки найбільших американських приватних грантодавців в Україні згідно з базою даних Foundation Center. За цей період було надано 8 млн дол. США. .
Основні напрями діяльності Фонду Чарльза Стюарта Мотта в Україні за цей період були:
- Розвиток філантропії: Підтримка створення фондів громад, платформи краудфандингу та Форуму благодійників, на що було витрачено 1,8 млн дол. США. Також фінансувалися міжнародні проекти з підтримки філантропії в Центральній та Східній Європі.
- Підготовка громадських активістів: Фінансування освітніх програм для активістів, розширення доступу до е-демократії та підтримка громадських ініціатив. Загальні витрати в цій сфері становили 3 млн дол. США.
- Захист прав людини: Базове фінансування Української Гельсінської спілки, мережі «Опора» та Асоціації українських моніторів дотримання прав людини в діяльності правоохоронних органів (на загальну суму понад 1,2 млн дол. США).

Після початку повномасштабного вторгнення Росії в Україну, фінансування Фондом Чарльза Стюарта Мотта в Україні надавалося відповідно до змін, викликаних війною, зосереджуючись на підтримці громадських фондів та центрів правової допомоги, а також нових напрямків.
База даних Фонду Чарльза Стюарта Мотта містить 11 грантів для українських організацій на суму 2,7 млн дол. США у 2022 – 2023 роках. Згідно зі щорічним звітом Фонду за 2022 рік, було виділено 4 млн дол. США на потреби, які виникли через війну.
Фінансова підтримка 2023 р. склала 1,9 млн дол. та включала як традиційні (правова домомога, громадська діяльність), так і нові напрями допомоги. Наприклад, з метою сталого відновлення України Чеська фундація екологічного партнерства за кошти Фонду допомагає українським місцевим лідерам відвідувати громади Центральної Європи з метою вивчення адаптації до зміни клімату, енергоефективності та реконструкції будівель та інфраструктури. Інша закордонна організація – Інститут гуманітарних наук (Відень) – за допомогою українських спеціалістів збирає дані та документує події, що відбуваються в Україні під час війни.

## Зовнішні посилання
Офіційний сайт